# Anna Onichimowska
Anna Onichimowska (ur. 28 stycznia 1952 w Warszawie) – polska poetka, prozaik, dramatopisarka, autorka książek dla dzieci, młodzieży i dorosłych oraz scenariuszy radiowych, telewizyjnych i filmowych.

## Życiorys
Ukończyła filologię polską na Uniwersytecie Warszawskim. Za pracę magisterską pt. Świat dzieci a świat dorosłych w powieściach Janusza Korczaka otrzymała nagrodę w konkursie na prace naukowe o twórczości dla dzieci na III Biennale Sztuki dla Dziecka w Poznaniu w 1977.
W 1976 debiutowała w twórczości literackiej wierszami dla dorosłych, zamieszczonymi na łamach „Sztandaru Młodych” oraz „Kultury”. Współpracuje z Polskim Radiem, jest autorką słuchowisk dla Teatru Radiowego.
Jej debiutem książkowym był zbiór wierszy Gdybym miał konia, wydany w 1980. Otrzymała nagrody i wyróżnienia literackie w Polsce i za granicą.
W latach 1995–2003 była przewodniczącą polskiej sekcji IBBY (International Board on Books for Young People), jest członkiem zarządu.
W 1998 roku jej książkę Najwyższa góra świata wpisano na Międzynarodową Honorową Listę im. H. Ch. Andersena. Sen który odszedł został w 2001 roku „Książką Roku” Polskiej Sekcji IBBY. Książkę Hera moja miłość wpisano na międzynarodową listę BARFIE w 2006. Dzień czekolady otrzymał II miejsce w Konkursie Literackim im. Astrid Lindgren w 2007.
W 2016 otrzymała stypendium twórcze Sveriges Författarförfond.

## Publikacje

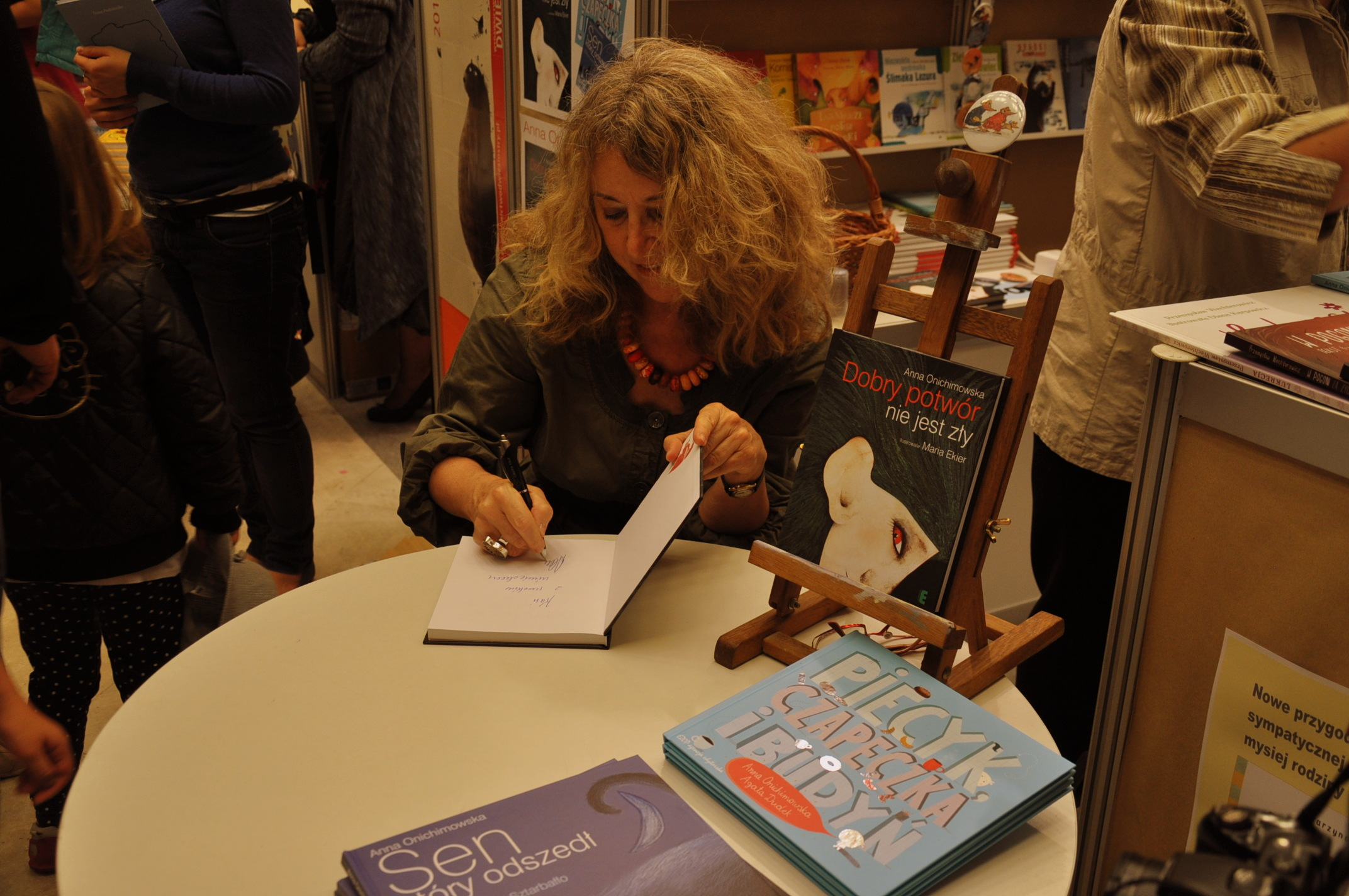
Anna Onichimowska na III Warszawskich Targach Książki

- Afera nie z tej ziemi, Wydawnictwo Ezop 2018, il. Aleksandra Woldańska-Płocińska
- Aleksander (wydania: Wydawnictwo Literatura 1999, il. Aneta Krella-Moch; Literatura 2012, il. Ewa Poklewska-Koziełło)
- Będę biegać, Wydawnictwo Literatura 2017, il. Ewa Poklewska–Koziełło
- Bliscy nieznajomi, Baobab 2005
- Czas meteorów, Wydawnictwo Bajka 2012, il. Piotr Rychel
- Daleki rejs (wydania: Nasza Księgarnia 1989, il. Katarzyna Gintowt; Rytm 1996, il. Krystyna Michałowska; Nasza Księgarnia 2000, il. Julian Bohdanowicz; Wydawnictwo Literatura 2007, il. Marcin Bruchnalski)
- Daleko czy blisko, Wydawnictwo Literatura 2005, il. Ewa Poklewska-Koziełło
- Demony na smyczy, Wydawnictwo Świat Książki 2010
- Dobry potwór nie jest zły (wydania: Podsiedlik-Raniowski i sp., Świat Książki 1996, il. Edyta Ćwiek; Wydawnictwo Ezop 2000, il. Maria Ekier)
- Duch Maciek detektywem, Wydawnictwo Literatura 2019, il. Anna Wielbut
- Duch starej kamienicy (wydania: Nasza Księgarnia 1986, il. Stanisław Rozwadowski; Wydawnictwo Literatura 1998, 2008, il. Aneta Krella-Moch; Wydawnictwo Greg 2017, il. Elżbieta Wasiuczyńska, okładka: Aleksandra Zimoch; Wydawnictwo Greg 2017, il. Elżbieta Wasiuczyńska)
- Dzieci zorzy polarnej, współautor fiński pisarz i scenarzysta Tom Paxal, Wydawnictwo Jacek Santorski 1998, il. Małgorzata Bieńkowska
- Dzień czekolady (wydania: Wydawnictwo Świat Książki 2007, il. Anna Kaszuba-Dębska; Wydawnictwo Literatura 2015, il. Emilia Dziubak)
- Dziesięć stron świata, Wydawnictwo Znak 2007
- Galaktyczni szpiedzy, Nasza Księgarnia 2009, il. Joanna Zagner-Kołat
- Gdybym była chłopcem/Gdybym był dziewczynką, współautor: Grzegorz Kasdepke, Wydawnictwo Literatura 2011, il. Ola Cieślak
- Gdybym miał konia, KAW 1980, il. Janusz Stanny
- Gdzie jesteś tatusiu (wydania: Nasza Księgarnia 2000, il. Julian Bohdanowicz; Wydawnictwo Literatura 2007, il. Marcin Bruchnalski)
- Hera, moja miłość, Wydawnictwo Świat Książki 2004
- Kiedy byłam mała, współautor: Grzegorz Kasdepke, Wydawnictwo Literatura 2009, il. Joanna Olech
- Kocham Ciebie też, Wydawnictwo Ezop, 2021, il. Ola Woldańska-Płocińska
- Koniec Gry (wydania: Wydawnictwo Znak emotikon 2012,il. Oksana Shmygol; Wydawnictwo Literatura 2016, il. Sylwia Szyrszeń)
- Koniec świata i poziomki (wydania: WSiP 1999, il. Joanna Sedlaczek; Wydawnictwo Literatura 2003, il. Joanna Sedlaczek; Wydawnictwo Znak 2010, il. Paweł Pawlak)
- Krzysztofa Pączka droga do sławy (wydania: Nasza Księgarnia 1981, il. Tomasz Borowski; Wydawnictwo Literatura 1997, il. Bohdan Butenko; Wydawnictwo Literatura 2006, il. Elżbieta Kidacka)
- List do Ronaldo, Wydawnictwo Ezop 2019, il. Ola Woldańska-Plocińska
- Listy od Jaśka, Wydawnictwo Tandem 2022 - nominacja do Nagrody im. Ferdynanda Wspaniałego[3]
- Lot Komety, Wydawnictwo Świat Książki 2004
- Maciek i łowcy duchów, Wydawnictwo Literatura 2001, il. Aneta Krella-Moch
- Najwyższa góra świata (Wydawnictwo Rytm 1996, il. Bohdan Butenko; Wydawnictwo Świat Książki 2001, il. Małgorzata Bieńkowska; Wydawnictwo Literatura 2007, il. Elżbieta Kidacka)
- Oddam żonę w dobre ręce, Wydawnictwo Literatura Piętro wyżej, 2019
- O jeżu, który znalazł przyjaciela, seria W lesie Marcina, Arkady 2004, il. Joanna Sedlaczek
- O kangurku, który został listonoszem, seria W lesie Marcina, Arkady 2007, il. Joanna Sedlaczek
- O kocie, który został czarodziejem, seria W lesie Marcina, wyd. Arkady 2011, il. Joanna Sedlaczek
- O zebrze, która chciała być w kwiatki, seria W lesie Marcina, Arkady 2004, il. Joanna Sedlaczek
- O zwierzaku, którego nie było, seria W lesie Marcina, wyd. Arkady 2009, il. Joanna Sedlaczek
- O żyrafach, które chciały zobaczyć śnieg, seria W lesie Marcina, Arkady 2005, il. Joanna Sedlaczek
- Osiem mstrów niespodzianki, Wydawnictwo Literatura 2014, il. Beata Zdęba
- Pan Kluska i żaglowiec, Wydawnictwo Ezop 2021, il. Natalia Jabłońska
- Piecyk, czapeczka i budyń, Wydawnictwo Ezop 2009, il. Agata Dudek
- Pomiędzy, Wydawnictwo Ezop 2012, il. Anna Niemierko
- Prawie się nie boję, Wydawnictwo Ezop 2016, il. Aleksandra Woldańska–Płocińska
- Samotne wyspy i storczyk, Filipinka 1994
- Sen, który odszedł, Wydawnictwo Ezop 2001, il. Krystyna Lipka-Sztarbałło
- Tajemnica Malutkiej, Wydawnictwo Ezop 2012, il. Agata Dudek i Małgorzata Nowak
- Tajemnice początku. Mity o stworzeniu świata (wydania: Wydawnictwo Świat Książki 2005, il. Zygmunt Zaradkiewicz, Krystyna Lipka-Sztarbałło, Wiesław Rosocha; Wydawnictwo Literatura 2009, il. Ewa Poklewska-Koziełło, Magdalena Kozieł-Nowak, Marianna Jagoda-Mioduszewska)
- Tam gdzie wiedźma leci w piaskowej zamieci, współautor fiński pisarz i scenarzysta Tom Paxal, Wydawnictwo Literatura 2000, il. Włodzimierz Kukliński; Wydawnictwo Literatura 2002, il. Aneta Krella-Moch)
- Trudne powroty, Filipinka 1997
- Trzecie oko, Wydawnictwo W.A.B. 2009
- Wędrówka, Wydawnictwo Literatura 2021, il. Maciej Szymanowicz
- Wieczorynki z kotem Miśkiem (wydania: Wydawnictwo Świat Książki 2005, il. Małgorzata Bieńkowska; Wydawnictwo Literatura 2011, il. Iwona Cała)
- Wieczorynki z Wielką Kaczką, Wydawnictwo Literatura 2008
- Wieczorynki z żółwiem Antosiem (wydania: Wydawnictwo Świat Książki 2006, il. Małgorzata Bieńkowska; Wydawnictwo Literatura 2010, il. Iwona Cała)
- Zasypianki na każdy dzień miesiąca, Wydawnictwo Literatura 2000, il. Aneta Krella-Moch
- Z głową pod dywanem, Wydawnictwo Ezop 2017, il. Aleksandra Woldańska–Płocińska
- Z punktu widzenia kota, Wydawnictwo Literatura Piętro Wyżej, 2018
- Za szafą, Wydawnictwo Literatura 2016, il. Anna Wielbut
- Zupa z gwoździa, Wydawnictwo Ezop 2013, il. Anna Niemierko
- Żegnaj na zawsze, Filipinka 1996
- Żółta zasypianka, Wydawnictwo FRO9 2005, il. Krystyna Lipka-Sztarbałło[4]

### Audiobooki
- Daleki rejs, czyta Piotr Mostafa, 2000
- Gdzie jesteś, tatusiu?, czyta Piotr Borowski, Storybox.pl, 2001, 2009, ISBN 978-83-61592-40-2[2]